# Eleonora kastylijska (królowa Anglii)
Eleonora kastylijska (ur. ok. 1240, zm. 28 listopada 1290 w Harby) – królowa angielska, żona króla Edwarda I Długonogiego.

## Życiorys
Eleonora była córką króla Kastylii i Leónu Ferdynanda III Świętego i jego drugiej żony Joanny z Dammartin, hrabiny Ponthieu. 1 listopada 1254 w klasztorze Las Huelgas poślubiła dziedzica tronu angielskiego Edwarda, syna króla Anglii Henryka III z dynastii Plantagenetów. Podłoże małżeństwa było polityczne: dzięki niemu rozwiązano spór, jaki wywołały roszczenia brata Eleonory, króla Kastylii Alfonsa X Mądrego do pozostającej wówczas w angielskim ręku Gaskonii. Ważne dla Anglii były także prawa Eleonory do sukcesji po matce w graniczącym z Normandią hrabstwie Ponthieu (w 1279 odziedziczyła je po matce, a po śmierci Eleonory przypadło jej synowi Edwardowi II i pozostało w rękach korony angielskiej z przerwami do 1369).
Po ślubie Eleonora i Edward przebywali początkowo w Gaskonii, do Anglii przybyli dopiero w październiku 1255. Podczas walk przeciwko Szymonowi z Montfort (tzw. drugiej wojny baronów) dzieliła losy męża. W 1270 wyruszyła u boku męża na wyprawę krzyżową. W jej trakcie, podczas pobytu w Akce w czerwcu 1272, Edward został raniony przez asasyna – według romantycznej, ale niepotwierdzonej legendy, Eleonora miała uratować mu życie przez wyssanie trucizny z rany. W tym samym roku zmarł Henryk III i Edward odziedziczył tron angielski; małżonkowie zostali koronowani 19 sierpnia 1274, po powrocie z krucjaty.
Postać Eleonory wzbudzała kontrowersje. Była osobą żywą i energiczną. Praktycznie nie rozstawała się z mężem, z którym była bardzo blisko związana (małżeństwo uznaje się za szczęśliwe), ale często objawiała brak zainteresowania losem swoich dzieci (większą troską zdawała się darzyć je Eleonora z Prowansji, jej teściowa). Umiała pisać i czytać, lubiła księgi – miała własną bibliotekę, zatrudniała skrybów i iluminatora, a Girart d’Amiens zadedykował jej swój arturiański poemat. Wśród ludności Anglii w swoich czasach była jednak niepopularna, przede wszystkim z powodu chciwości: wszelkimi sposobami powiększała swoje posiadłości, skandal wywołało przejmowanie przez nią długów od żydowskich lichwiarzy. Jej urzędnicy uciskali poddanych, obawiano się też gniewu królowej. W oczach potomnych reputacja Eleonory jednak uległa zmianie: opisywano ją jako osobę pobożną i stawiano jako wzór cnotliwej żony.
Zmarła, gdy mimo choroby podróżowała z mężem na północ Anglii. Jej wnętrzności pochowano w katedrze w Lincoln, a ciało zostało sprowadzone z Lincoln do Londynu i pochowane w Opactwie Westminsterskim (serce umieszczono w londyńskim kościele dominikanów). Dla uczczenia jej pamięci zrozpaczony Edward I wystawił w dwunastu miejscach postoju orszaku z ciałem zmarłej żony monumentalne gotyckie iglice, zwane krzyżami Eleonory.

## Dzieci
Ze związku Eleonory z Edwardem pochodziło piętnaścioro lub szesnaścioro dzieci, spośród których tylko pięć córek i najmłodszy syn przeżyło dzieciństwo:
- Eleonora (1269–1298), żona hrabiego Bar Henryka III;
- Joanna (1272–1307), urodzona w Akce, żona Gilberta de Clare, hrabiego Hertford, a następnie Ralfa de Monthermer, barona Monthermer (małżeństwo to rozwścieczyło ojca, ponieważ Ralf był zwykłym rycerzem[3]);
- Małgorzata (1275–po 1333), żona księcia Brabancji Jana II;
- Maria (1279–1332), benedyktynka w klasztorze Amesbury (jej wstąpienie do klasztoru pod wpływem babki Eleonory z Prowansji wywołało konflikt między Eleonorą i jej teściową[2]);
- Elżbieta (1282–1316), żona hrabiego Holandii Jana I, a następnie Humphreya de Bohun, hrabiego Hereford i Essex;
- Edward (1284–1327), urodzony w budowanym zamku w Caernarfon podczas wyprawy wojennej Edwarda I do Walii[4], następca Edwarda I jako król Anglii.